# Metadorcatoma
Metadorcatoma is een monotypisch geslacht van kevers uit de familie van de klopkevers (Anobiidae).

## Soort
- Metadorcatoma peculiaris Scott, 1924